# 北狄

中国中心主义的四夷图

中國中心主義的四夷圖

北狄，又稱翟、北翟、翟戎，傳說北狄是源出黃帝的孫子始均，實際上是晚商時從華夏分裂出來的部族，北狄是中国春秋时期，周朝諸侯國对居於漠以南的北方人群称呼，與東夷、西戎及南蠻，合称四夷。在春秋時期，貉族與白狄、赤狄與長狄等部落皆被歸為北狄，經常與西戎並稱為戎狄。在漢朝之後，「北狄」之稱改為代指與先秦北狄無涉的東胡、匈奴、高車、鮮卑等。

## 歷史
有記載說北狄源自黃帝之孫始均。还有記載認為其起源於山戎，與晉國為鄰居。春秋時，北狄分為白狄、赤狄與長狄等不同分支。战国以后，「北狄」之名逐渐被改為代指匈奴及鲜卑等多個民族，但匈奴、鲜卑、突厥、蒙古等草原民族與先秦時期的北狄各部并沒有任何關係。
在春秋文獻中，狄，又稱翟。周襄王時，因鄭伯不聽王命，曾經要求狄人攻打鄭國。在狄人擊敗鄭國後，周襄王娶隗姓狄人為妻，又將隗后退回。此舉引發狄人不滿，王子帶聯合狄人，攻打周王。

## 農業
从现有的考古知识来看，夏代以前的北方长城地带已经遍布早期农业居民，但受气候或其他因素的影响，各地的农业在生业中占的比重不一，有的地区农业的发展很不稳定，甚至有间歇的现象。
周王朝曾經对鬼方采取过军事行动，著名的小盂鼎铬文记载了周初一次伐“鬼方”的战果：“获聝四千八百□十二聝，俘人万三千八十一人，俘马□□匹，俘车卅两，俘牛三百五十五牛，羊卅十八羊。 ”可以看出鬼方的马、牛、羊并不比华夏各国多，而且羊特别少，显然不是专化的游牧部族。
现在肯定的是，蒙古高原上的北亚蒙古人种的游牧人，在战国时代才全面进入中国北方长城地带，中原各国也向北方长城地带扩张势力，使该地带原有居民或融入中原各国，或融入“胡人”方面。。

## 現代考證
學者胡秋原認為，狄即是丁零之音轉，主張北狄源出於丁零，即後世所謂的突厥。學者蘇日巴達拉哈主張蒙古族源自古代高車，中國歷史所稱的北狄，為蒙古族先祖。學者黃文弼認為，春秋時所稱的狄，如林胡、樓煩與義渠，皆為遷居至中原的匈奴人。學者馬長壽認為，匈奴與丁零，與春秋時所說的北狄，均為阿爾泰語系的蒙古種族草原部落，此說獲得林劍鳴等學者支持。翦伯贊在《中國史綱要》中認為北狄中的赤狄為蒙古族的先祖之一。 
學者林澐指出先秦時代的狄人，與華夏是同一族群分化出来，與戰國時期出現带有北亞蒙古人種特徵的匈奴為不同種族。赵越云、樊志民也指出先秦時的狄人是從華夏人群分裂出來的部族。
现代北亚蒙古人种（俄国人类学界习称为蒙古人种的“西伯利亚类型”），是以低颅、短颅、高面、阔面相结合为典型特征的人群，现代蒙古族即其代表。但公元1世纪生活在外贝加尔和蒙古的匈奴人，虽在低颅这一特征上是和现代北亚蒙古人种一致，但却是中长颅和低颅的结合。可见现代北亚蒙古人种的形成是晚于夏家店下层文化时期的。
从现代人种学的观点来看，从新石器时代到春战之际生活在北方长城地带的均属高颅的居民，和均以低颅为特征的汉代匈奴和鲜卑显属不同的种系。北亚蒙古人种特征较为明显的遗骸在战国时期才出现于北方长城地带，和文献中“胡”的出现年代大体一致。

## 分支
- 白狄
- 赤狄
- 长狄
- 匈奴

## 延伸阅读
[在维基数据编辑]
 《舊唐書·卷199下》，出自刘昫《舊唐書》